# Joaquín Camps Torres
Joaquín Camps Torres (Gandía, 1972) es Catedrático en la Universidad de Valencia y compagina las clases con la escritura de thrillers.

## Biografía
Joaquín Camps (Gandía, 1972) es catedrático de la Universidad de Valencia, ciudad en la que reside. Su campo principal de investigación y docencia es el comportamiento humano en las organizaciones, área en la que ha publicado numerosos trabajos científicos. Se estrenó en la literatura en 2015 con "La última confidencia del escritor Hugo Mendoza", a la que siguió "La silueta del olvido" (Premio Azorín 2019) y en 2024 "La oscuridad que habita en mí", todas ellas enmarcables en el género thriller y publicadas por Editorial Planeta. Joaquín Camps también es autor de otras tres novelas de carácter más intimista, publicadas en Amazon ("Lo inesperado", "Ada. Sin hache" y "Hombre-pez").

## Obra
- La última confidencia del escritor Hugo Mendoza. Editorial Planeta
- La silueta del olvido. Editorial Planeta
- La oscuridad que habita en mi. Editorial Planeta
- Lo inesperado. Amazon
- Ada. Sin hache. Amazon
- Hombre-pez. Amazon

## Premio
- Premio Azorín de Novela 2019, con La silueta del olvido.[3][4]